# Jan Olde Riekerink
Jan Olde Riekerink (ur. 22 lutego 1963 w Hengelo) – holenderski piłkarz, a także trener.

## Kariera piłkarska
W swojej karierze Olde Riekerink występował w zespołach Sparta Rotterdam, FC Dordrecht oraz Stormvogels Telstar.

## Kariera trenerska
Olde Riekerink karierę rozpoczął jako członek sztabu szkoleniowego Ajaksu. W 2002 roku samodzielnie objął stanowisko trenera belgijskiego pierwszoligowca, KAA Gent. Następnie prowadził holenderski FC Emmen, grający w drugiej lidze. Był też asystentem Co Adriaanse w FC Porto, a także w Metałurhu Donieck. Pracował również w dziale szkolenia młodzieży w Ajaksie.
Następnie Olde Riekerink prowadził reprezentację Chin U-19 oraz U-16, a w 2016 roku został trenerem tureckiego Galatasaray SK. W tym samym roku zdobył z nim Puchar Turcji oraz Superpuchar Turcji. W lutym 2017 został zwolniony z zajmowanego stanowiska.